# Słoniowacizna

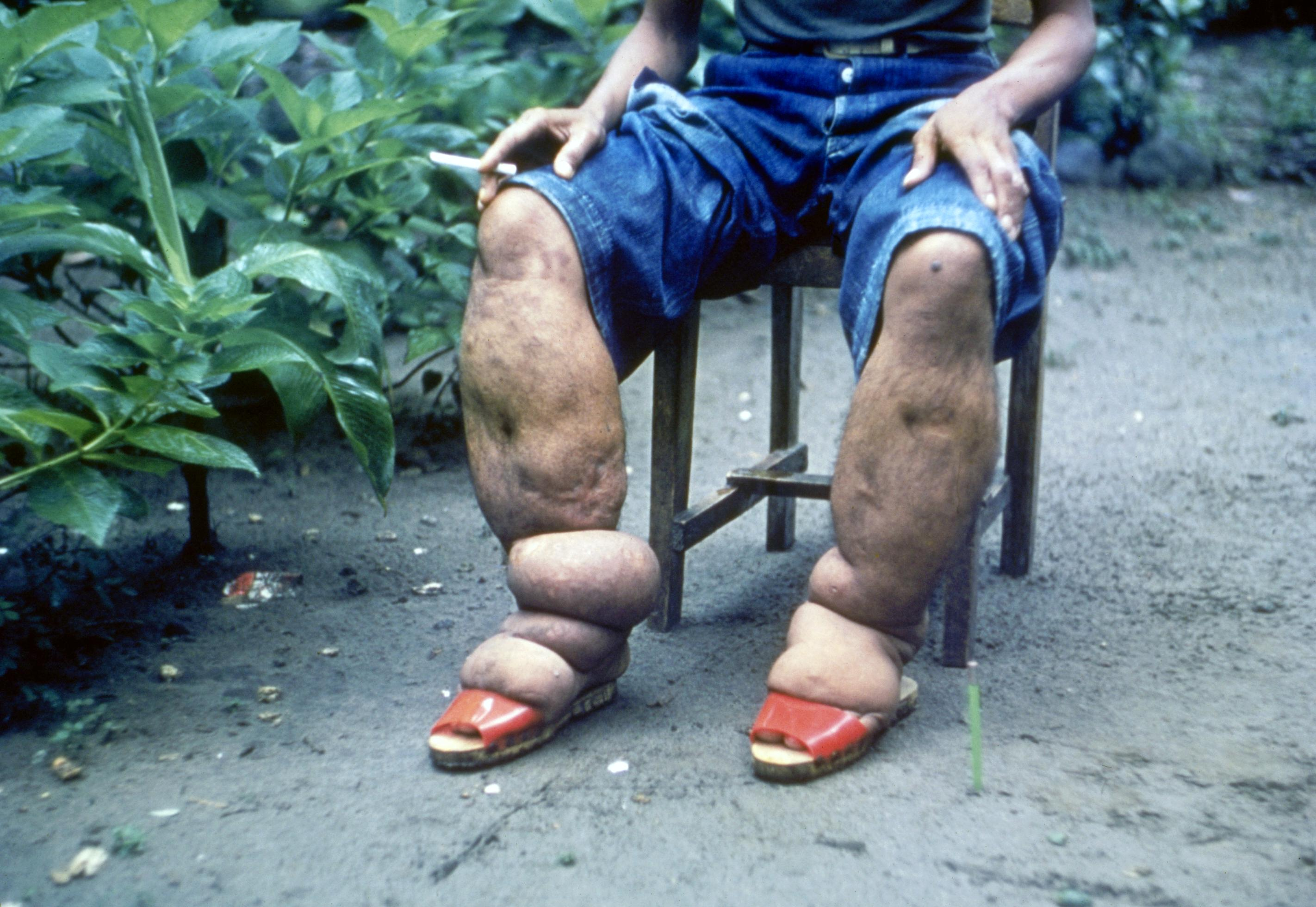
Słoniowacizna

Słoniowacizna (łac. elephantiasis) - nasilony obrzęk kończyn na skutek utrudnionego odpływu chłonki (limfy). Spowodowany zaczopowaniem pni chłonnych, masywną niedrożnością węzłów chłonnych lub mniejszych naczyń limfatycznych. Najczęściej występuje w rozległych przerzutach raka sutka do węzłów chłonnych pachowych lub po ich operacyjnym usunięciu. Może być również skutkiem bliznowacenia po urazie, napromieniowaniu, operacji oraz zakażenia nitkowcem bytującym w naczyniach chłonnych (tylko kraje tropikalne).
Słoniowacizna wywoływana jest także przez nicienia Wuchereria bancrofti (filaria Bancrofta). Samice tego nicienia żyją w węzłach chłonnych, tam rodzą tzw. mikrofilarie nocne, larwy pojawiające się we krwi nocą, by dostać się z krwią wysysaną przez komara do jego jelita. We wnętrzu komara larwy rosną i osiedlają się u nasady jego sztylecików. W nocy larwy Wuchurerii przebywają w naczyniach krwionośnych organów wewnętrznych.
W 2007 roku odczytano informację genetyczną Brugia malayi, nicienia wywołującego filariozę limfatyczną, która powoduje słoniowaciznę.